# Flávio Marcílio
Flávio Portela Marcílio (Picos, 12 de agosto de 1917 — Brasília, 26 de janeiro de 1992) foi um advogado, professor e político brasileiro.

## Biografia
Filho de Francisco Carlos Marcílio e Celecina Portela Marcílio. Bacharel em Ciências Jurídicas e Sociais, foi professor da Universidade Federal do Ceará, Universidade de Brasília e do Centro Universitário de Brasília. Residente no Ceará desde a juventude, foi advogado, juiz do Tribunal Regional Eleitoral e conselheiro do Tribunal de Contas do Ceará, cargos que deixou em 1954 quando iniciou sua carreira política pelo PTB.
Eleito vice-governador do Ceará na chapa de Paulo Sarasate em 1954, assumiu o cargo em 3 de julho de 1958 quando o titular renunciou para se candidatar a deputado federal e permaneceu no Palácio Iracema até 25 de março de 1959. Eleito suplente de deputado federal em 1962 exerceu o mandato sob convocação. Nomeado presidente do Instituto de Aposentadorias e Pensões dos Estivadores e Transportes de Cargas (IAPETEC) em 1963, foi efetivado no parlamento em 11 de abril de 1964 após a cassação de Adalil Barreto pelo Ato Institucional Número Um baixado pelo Regime Militar. Com a chegada do bipartidarismo via Ato Institucional Número Dois filiou-se à ARENA sendo reeleito sucessivamente em 1966, 1970, 1974, 1978 e 1982.
Presidente da Câmara dos Deputados em três oportunidades (1973-1975, 1979-1981, 1983-1985), vivenciou o início da abertura política no Governo Ernesto Geisel e no Governo João Figueiredo viu o retorno ao pluripartidarismo e comandou a votação que rejeitou a Emenda Constitucional Dante de Oliveira. Em 11 de agosto de 1984 foi escolhido candidato a vice-presidente da República na chapa de Paulo Maluf pela convenção nacional do PDS, mas tal chapa foi derrotada no Colégio Eleitoral em 1985 por Tancredo Neves e José Sarney. Em 1986 tentou um novo mandato mas ficou na suplência, entretanto sua família foi representada na Assembleia Nacional Constituinte que elaborou a Constituição de 1988 por sua sobrinha, Moema São Thiago.
Flávio Marcílio assumiu seu último mandato de deputado federal em 23 de maio de 1990, dias após a renúncia de Luís Marques, nomeado diretor-geral do Departamento Nacional de Obras Contra as Secas (DNOCS) pelo presidente Fernando Collor.
Primo de Petrônio Portela e concunhado de Virgílio Távora, foi o único piauiense de nascimento que presidiu a Câmara dos Deputados e também o único nascido no estado a compor uma chapa presidencial, com a ressalva de que o baiano Franklin Dória (Barão de Loreto), nascido na Ilha dos Frades, foi o único representante da bancada piauiense a comandar a Câmara dos Deputados.
Nas eleições de 1990, disputou sua última eleição para a Câmara dos Deputados, pelo PDS. Porém, não conseguiu êxito e ficou como terceiro suplente de sua coligação, atrás de César Cals Neto.